# RUR

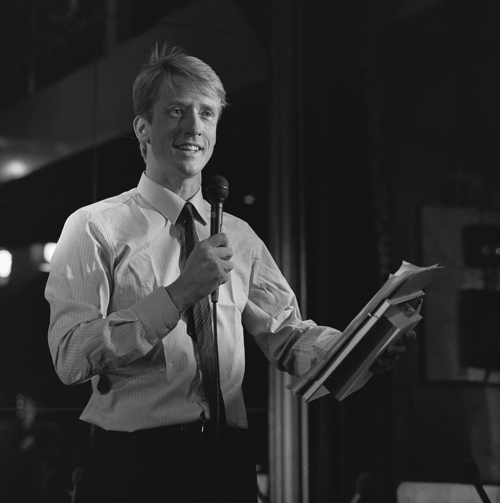
Jan Lenferink in 1983

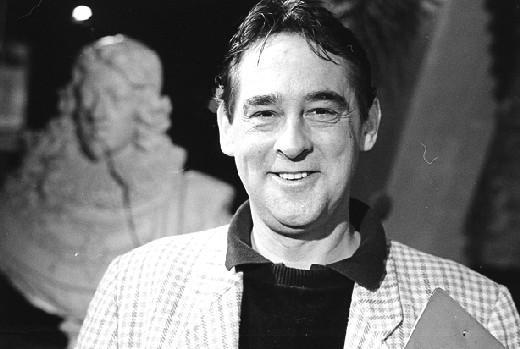
Gert-Jan Dröge in Richter

RUR (of voluit Rechtstreeks uit Richter, later Rechtstreeks uit Royal) was een Nederlands praatprogramma dat van 1983 tot 2003 werd uitgezonden door Veronica. Het live latenightprogramma werd gepresenteerd door Jan Lenferink.

## Uitzendingen
RUR werd van 1983 tot 1987 bedacht en geproduceerd door Gert-Jan Dröge, eerst als zondagmiddag live-theater-voorstelling (en pilot voor eventuele tv-uitzending) en later ook uitgezonden door Veronica-tv vanuit de discotheek 36 op de Schaal van Richter in de Amsterdamse Reguliersdwarsstraat.
Vanaf 1987 werd de show opgenomen in de discotheek RoXY en de professionele Studio Plantage. Begin jaren negentig nam presentator Jan Lenferink de talkshow mee naar zijn eigen café Royal in de Gravenstraat en kwam de afkorting te staan voor Rechtstreeks uit Royal.
Eind jaren negentig werden nog enkele nieuwe afleveringen van RUR uitgezonden op SBS6, maar wegens tegenvallende kijkcijfers was dat van korte duur.

## Intro
De tune van het programma werd gevolgd door een mannenstem, Anton Kothuis, die de woorden uitsprak: Het is (zon)dagavond, (tien) uur, 36 op de schaal van Richter, tijd voor RUR! RUR is een programma vol kunst, cultuur, seks en wetenschap, kortom RUR! Uw rots in de branding der conversatie is ... Jan Lenferink.
De slogan van het programma luidde: Drie man in een snelkookpan.

## Presentator Jan Lenferink
Lenferink, altijd gekleed in gestreept overhemd met lange mouwen en stropdas, ontving in het programma altijd drie gasten, die om beurten met een kort gedichtje werden geïntroduceerd door een vierde gast. Hij begon steeds met één gast waarna er na een bepaalde tijd er de tweede en de derde gast bij kwam zitten. Kenmerkend, naast Lenferinks kleding, was het feit dat hij tijdens elke uitzending melk dronk. Ter afsluiting had Lenferink een kort gesprek met de vierde gast.